# The Starting Line
The Starting Line é uma banda de pop punk da cidade de Philadelphia, Pennsylvania que foi fundada em 1999. Seu novo álbum 
foi lançado sobre os direitos da Virgin Records.

## Álbuns
| Álbum                            | Capa                    | Data de Lançamento  |
| -------------------------------- | ----------------------- | ------------------- |
| With Hopes Of Starting Over - EP |                         | 17 de julho de 2001 |
| Say It Like You Mean It          | 16 de junho de 2003     |                     |
| The Make Yourself at Home - EP   | 25 de novembro de 2003  |                     |
| Based On A True Story            | 10 de maio de 2005      |                     |
| Direction                        | 31 de julho de 2007     |                     |
| The Early Years                  | 31 de outubro de 2012   |                     |
| Anywways - EP                    | 19 de fevereiro de 2016 |                     |

O albúm Anyways é um EP com 03 (três) músicas inéditas lançado no dia 19 de fevereiro de 2016, primeiro trabalho do grupo após o retorno da formação original, desde o álbum Direction de 2007.
(2016) ANYWAYS
1. Anyways, com duração de 02:57min
2. Quitter, com duração de 02:16min
3. Luck, com duração de 04:01min